# Plavska Reka
Plavska Reka (albanska: Përroi i Orgjostit) är ett vattendrag i Albanien, på gränsen till Kosovo. Det ligger i den norra delen av landet, 100 km nordost om huvudstaden Tirana.
Omgivningarna runt Plavska Reka är en mosaik av jordbruksmark och naturlig växtlighet.  Runt Plavska Reka är det ganska tätbefolkat, med 58 invånare per kvadratkilometer.